# Jurské pobřeží
Jurské pobřeží (anglicky Jurassic Coast) je přírodní útvar na pobřeží Lamanšského průlivu v jižní Anglii zapsaný do seznamu Světového dědictví UNESCO. Táhne se od města Exmouthu ve východním Devonu až ke Studlandské zátoce v Dorsetu v délce asi 154 km. Na seznam Světového dědictví UNESCO bylo toto pobřeží zapsáno v polovině prosince 2001.
Díky pobřežní erozi, jež odhalila téměř nepřetržitý sled geologických souvrství zahrnujících období triasu, jury a křídy, překlenuje tato lokalita 185 milionů let geologické historie Země. V různých obdobích byla tato oblast pouští, mělkým tropickým mořem a pobřežním močálem. Ve zdejších skalách se zachovaly zkamenělé pozůstatky rozličných živočichů, kteří zde žili. 
Mezi přírodní útvary, jež jsou na tomto úseku pobřeží k vidění, patří mimo jiné skalní brány, hroty, oblouky či pilíře. Na některých místech se moře provalilo skalními stěnami a vytvořilo příbojové jeskyně či kryté zátoky s omezeným přístupem. V jednom případě je ostrov Portland spojen s pevninou úzkou šíjí zvanou Chesil Beach. Sesuvy půdy, běžné v některých částech pobřeží, odhalily širokou škálu fosilií, přičemž různé typy hornin mají svoji typickou faunu a floru. Poskytují tak důkazy o vývoji rostlinstva a živočišstva v této oblasti.
V oblasti obklopující zátoku Lulworth Cove v Dorsetu se nachází zkamenělý prales Fossil Forest. U města Lyme Regis pak bylo rozpoznáno 71 různých geologických vrstev, každá s vlastním druhem amonitů. Žila a pracovala zde britská sběratelka fosilií a paleontoložka Mary Anningová. Svoje hlavní objevy pravěkých mořských plazů a jiných zkamenělin prováděla v době, kdy se studium paleontologie teprve začínalo rozvíjet. Je označována za jednoho z nejvýznamnějších objevitelů pravěkých tvorů v počátcích paleontologie.

## Světové dědictví UNESCO
Jurské pobřeží se táhne od mysu Orcombe Point nacházejícího se nedaleko města Exmouthu ve východním Devonu až ke křídovým útvarům Old Harry Rocks u města Swanage ve východním Dorsetu. Jeho celková délka činí 154 km. Na seznam Světového dědictví UNESCO bylo zapsáno v roce 2001, čímž se stalo první zcela přírodní lokalitou světového dědictví ve Spojeném království. Nejzápadnější bod Jurského pobřeží označuje na mysu Orcombe Point takzvaná Geoneedle (Geojehla). Jedná se o špičatý jehlan vytvořený z úlomků jednotlivých hornin tvořících tento útvar, který zde byl postaven v roce 2002.
V nominačním dokumentu Výboru pro světové dědictví UNESCO je uvedeno osm úseků pobřeží zahrnutých do lokality Jurského pobřeží.  Jedná se o tyto úseky:
- od Orcombe Rocks ke skaliskům Chit Rocks v přístavu Sidmouth (Devon)
- od řeky Sid v Sidmouthu k Seatonskému zlomu (Seaton Hole, Devon)
- Axmouthsko-Lymeregiský sesuv – od ústí řeky Axe po vlnolam ve městě Lyme Regis (západní Dorset)
- od města Lyme Regis k přístavu West Bay (Dorset)
- pláž Chesil Beach s lagunou Fleet a pobřežím ostrova Portland (Dorset)
- pobřeží Portlandského přístavu (Dorset)
- od pláže Bowleaze Cove u Prestonu po skalní ostroh Peveril Point na poloostrově Purbeck (Dorset)
- od města New Swanage k Studlandské zátoce (poloostrov Purbeck)

Jak se jednotlivé úseky této části pobřeží rozpadají a dochází k sesuvům půdy, projevuje se postupně eroze zdejších útesů. Tyto procesy odhalují po sobě jdoucí vrstvy sedimentárních hornin a odkrývají tak na části pobřeží 185 milionů let geologické historie této oblasti.
Fosilie, jež se hojně nacházejí podél Jurského pobřeží, poskytují důkazy o vývoji zdejší zvířeny a květeny. V období triasu byla tato oblast pouští, během období jura, které následovalo, však tvořila součást tropického moře a v následující křídě ji pokrývaly bažiny. Zkamenělé pozůstatky zvířat a rostlin, jež zde v těchto obdobích žily, jsou velmi dobře zachovány a poskytují množství informací o tvarech jejich těl a způsobech, jakými zemřeli. U řady živočichů se nacházejí i zkamenělé zbytky jejich poslední potravy.  Mezi skupiny fosilií, jež se zde nacházejí, patří zejména korýši, hmyz, měkkýši, ostnokožci, rybovití obratlovci, obojživelníci, plazi a někteří savci. V okolí zátoky Lulworth Cove v Dorsetu se nachází zkamenělý prales jehličnatých stromů, stromovitých kapradin a cykasů.

## Geologie
Jurské pobřeží tvoří triasové, jurské a křídové útesy, které dokumentují 185 milionů let trvající období druhohor. Celou lokalitu lze nejlépe pozorovat z moře, odkud je patrné uložení geologických vrstev.
Pobřežní útesy ve východním Devonu tvoří strmé útesy červeného pískovce z triasu. Štěrkové útesy u města Budleigh Salterton obsahují červené křemencové valouny, jež se hromadí na pláži pod nimi a jsou jako budleighský kačírek místně chráněné. Dál směrem na východ, v zátoce Ladram Bay, dávají další pískovcové útesy vzniknout velkolepým červeným pískovcovým komínům.
V okolí města Lyme Regis a vesnice Charmouth se nacházejí útesy tvořené jurským jílovcem a jílovitou břidlicí. Pevninská šíje Chesil Beach je dobrý příklad bariérové pláže. Táhne se v délce 29 km od vesnice Burton Bradstock až k ostrovu Portland. Pláž obklopuje přílivovou lagunu, která je mezinárodně významnou ramsarskou lokalitou známou svojí biologickou rozmanitostí.
U vesnice West Lulworth v Dorsetu si mořské vlny prorazily cestu odolným portlandským vápencem a rozrušením měkčích pískovců a jílovců nacházejících se za ním vytvořily podkovovitou zátoku Lulworth Cove. Dalším zajímavým útvarem nedaleko odtud je skalní brána Durdle Door. Eroze křídových útesů vytvořila skalní jehly a věže, jako jsou Old Harry Rocks u mysu Handfast Point na poloostrově Purbeck.
Nejvyšším bodem nejen na Jurském pobřeží, ale na celém jižním pobřeží Velké Británie je 191 m vysoký útes Golden Cap, jenž se nachází mezi městem Bridport a obcí Charmouth.
Jurské pobřeží nabízí krásné příklady rozličných přírodních útvarů, jako jsou skalní brána Durdle Door, podkovovitá zátoka a vápencové vrásy u Lulworth Cove a bariérový ostrov Portland. Chesil Beach je výborným příkladem jak tombola neboli pruhu souše spojujícího ostrov s nedalekou pevninou, tak pláže modelované prudkými bouřemi. Lokalita má úseky jak podélného (konkordantního) tak příčného (diskordantního) pobřeží. Vzhledem ke své kvalitní a pestré geologii je Jurské pobřeží předmětem mezinárodních terénních výzkumů.
Mnohé vrstvy usazenin na Jurském pobřeží jsou bohaté na zkamenělé pozůstatky zdejších rostlin a živočichů, jejichž tkáně se ponořily do vrstev bahna, které se posléze přeměnilo na horninu. U města Lyme Regis tak geologové rozpoznali 71 rozličných geologických vrstev, přičemž každá z nich má svůj specifický druh vyhynulých měkkýšů ze skupiny amonitů.

## Historie
Francouzský přírodovědec Georges Cuvier poukázal koncem 18. století na skutečnost, že se někteří zkamenělí živočichové nepodobají žádným současným tvorům. Dokázal tak, že živočichové mohou vyhynout. To vedlo ke vzniku paleontologie neboli vědy o životě v minulých geologických obdobích, která se zabývá studiem fosilií. Pobřeží východního Devonu a západního Dorsetu bylo odjakživa bohaté na geologické vrstvy, jež obsahovaly fosilie, ale před nástupem paleontologie se zkameněliny sbíraly jen pro zábavu, případně je místní obyvatelé shromažďovali a prodávali návštěvníkům jako kuriozity.
Ve městě Lyme Regis pracovala v 19. století sběratelka fosilií a paleontoložka Mary Anningová (1799–1847). Stala se odbornicí na fosilie geologického souvrství zvaného Blue Lias a u útesu The Spittles objevila a správně identifikovala první kompletní kostru ichtyosaura. K jejím dalším významným objevům patří kostry plesiosaura a ptakoještěra, jakož i zkameněliny bezobratlých, například hlavonožců i s jejich inkoustovými vaky.
V letech 1824 a 1974 zde řádily velmi divoké bouře, které v pobřežních městech způsobily záplavy a značné škody.
Za 2. světové války se některé úseky Jurského pobřeží staly majetkem britského ministerstva války. V Portlandském přístavu se nacházela jedna z největších základen Britského královského námořnictva. Na rozdíl od ní slouží Bovingtonská tanková základna s tankovým muzeem dosud. Značné části území včetně úseku mezi Lulworth Cove a obcí Kimmeridge jsou stále jen částečně přístupné. To platí i pro vesnici duchů Tyneham, jejíž obyvatelé byli vystěhováni, poté co ji v roce 1943 zabrala armáda.
K vojenskému výcviku sloužily rovněž části pobřeží poblíž města Exmouthu, Fleet Lagoon ve Weymouthu a pláže u obce Studland, byly však od té doby navráceny k civilním účelům. 
Části Jurského pobřeží, zejména v okolí ostrova Portland, mohou být nebezpečné. Pro zdejší pobřeží jsou charakteristické vraky lodí. V lednu 2007 zažilo Jurské pobřeží nejškodlivější ztroskotání lodi pro životní prostředí, když britská kontejnerová loď MSC Napoli s kapacitou 2400 kontejnerů najela na břeh u vesnice Branscombe nedaleko města Sidmouth v Devonu. Vysypal se z ní přitom náklad a do moře vytekla motorová nafta.

## Galerie

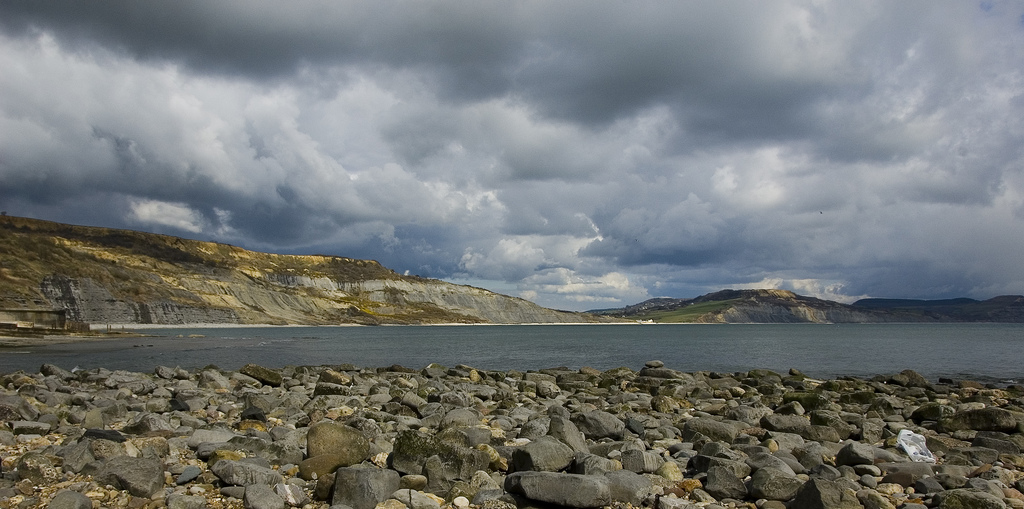
Lyme Bay
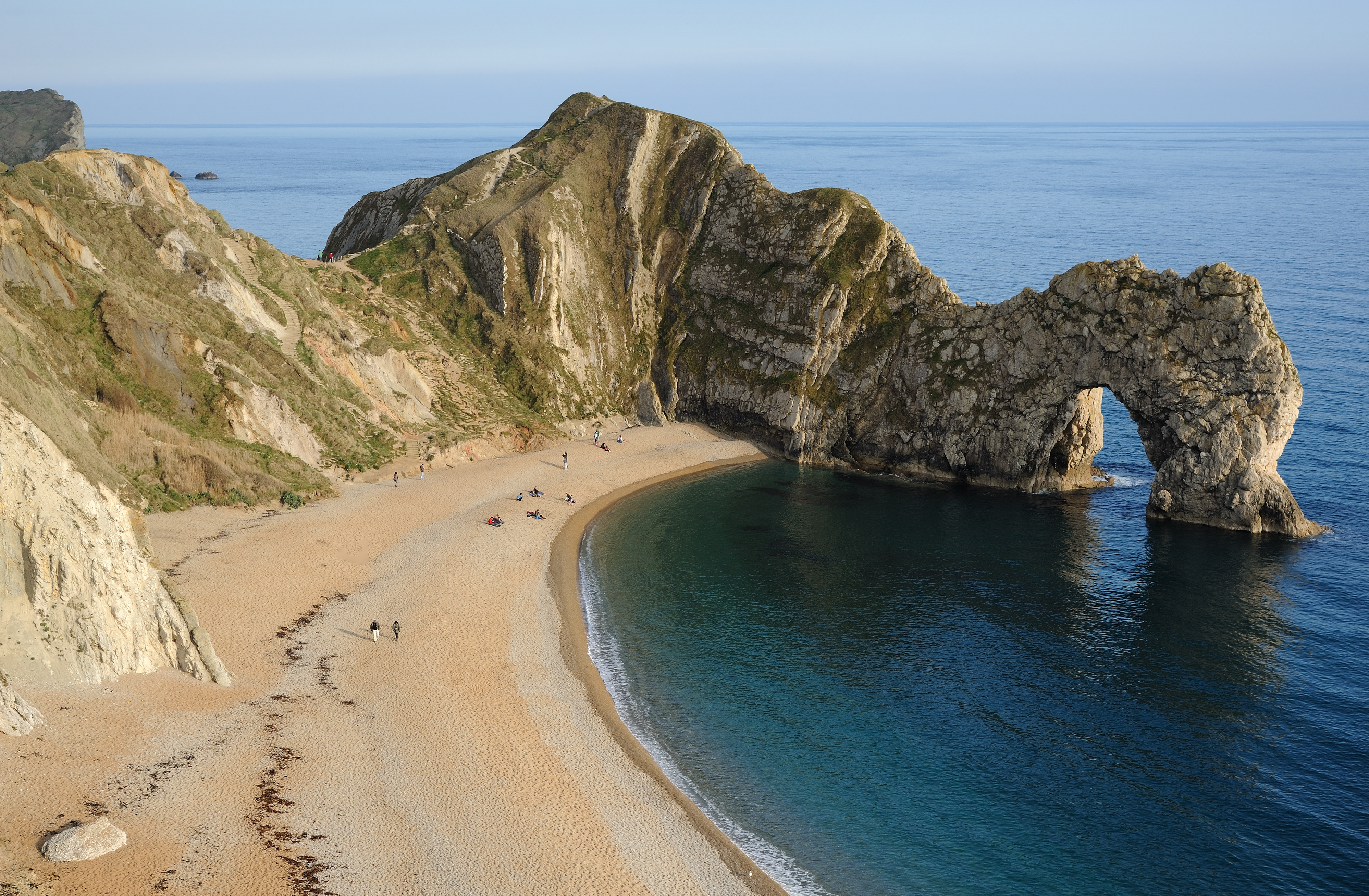
Durdle Door
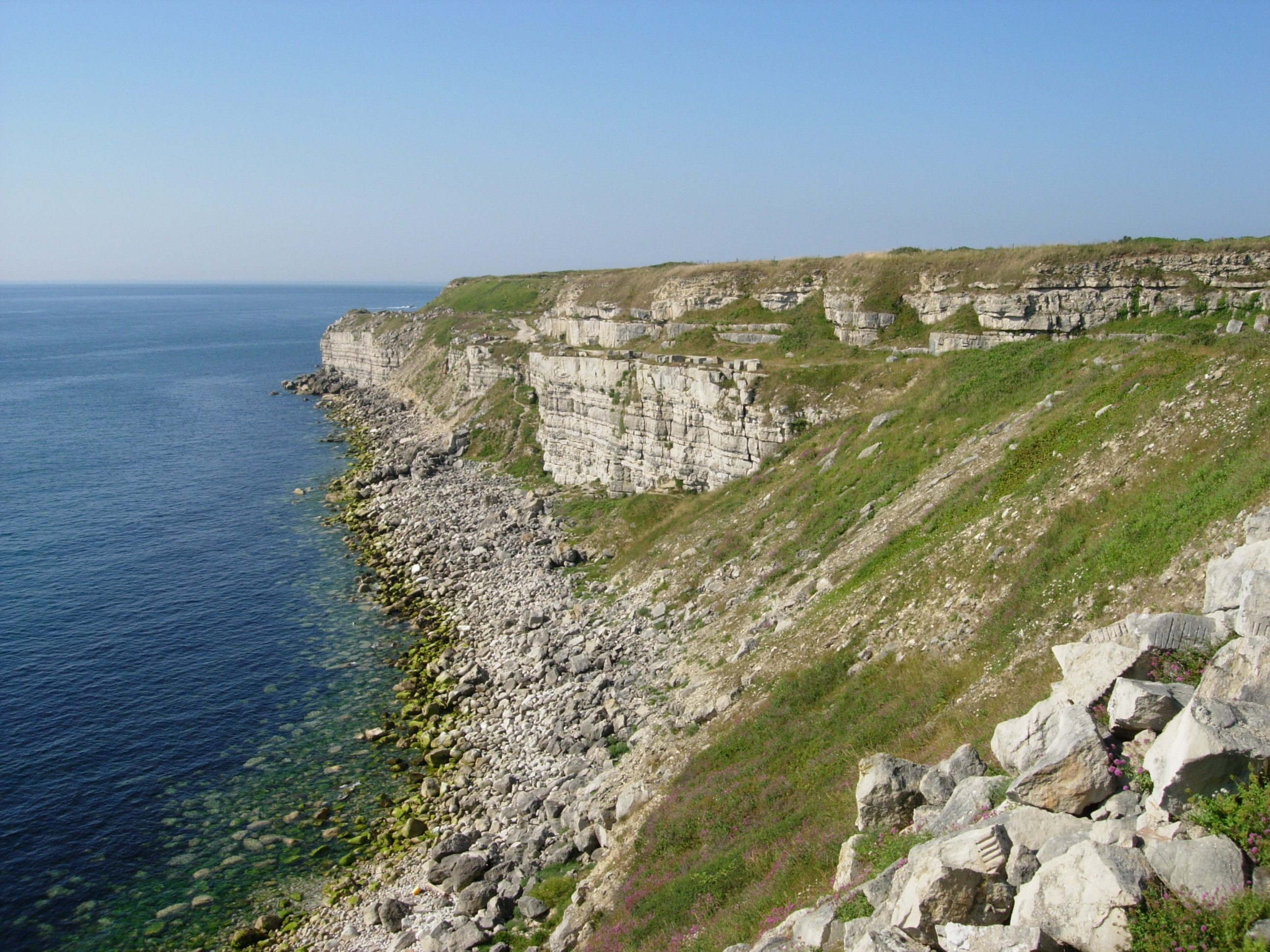
Na ostrově Portland se intenzivně těžil jurský vápenec.
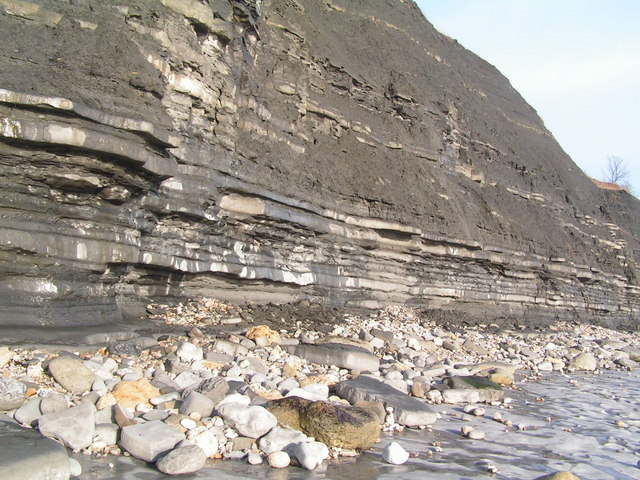
Útes Lias západně od Lyme Regis
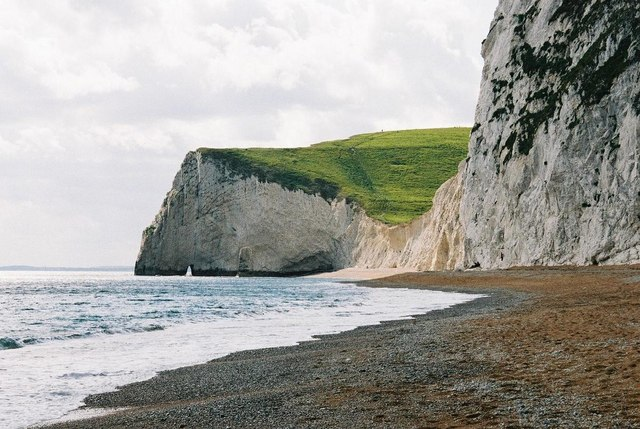
Útes Bat's Head s Bat's Hole
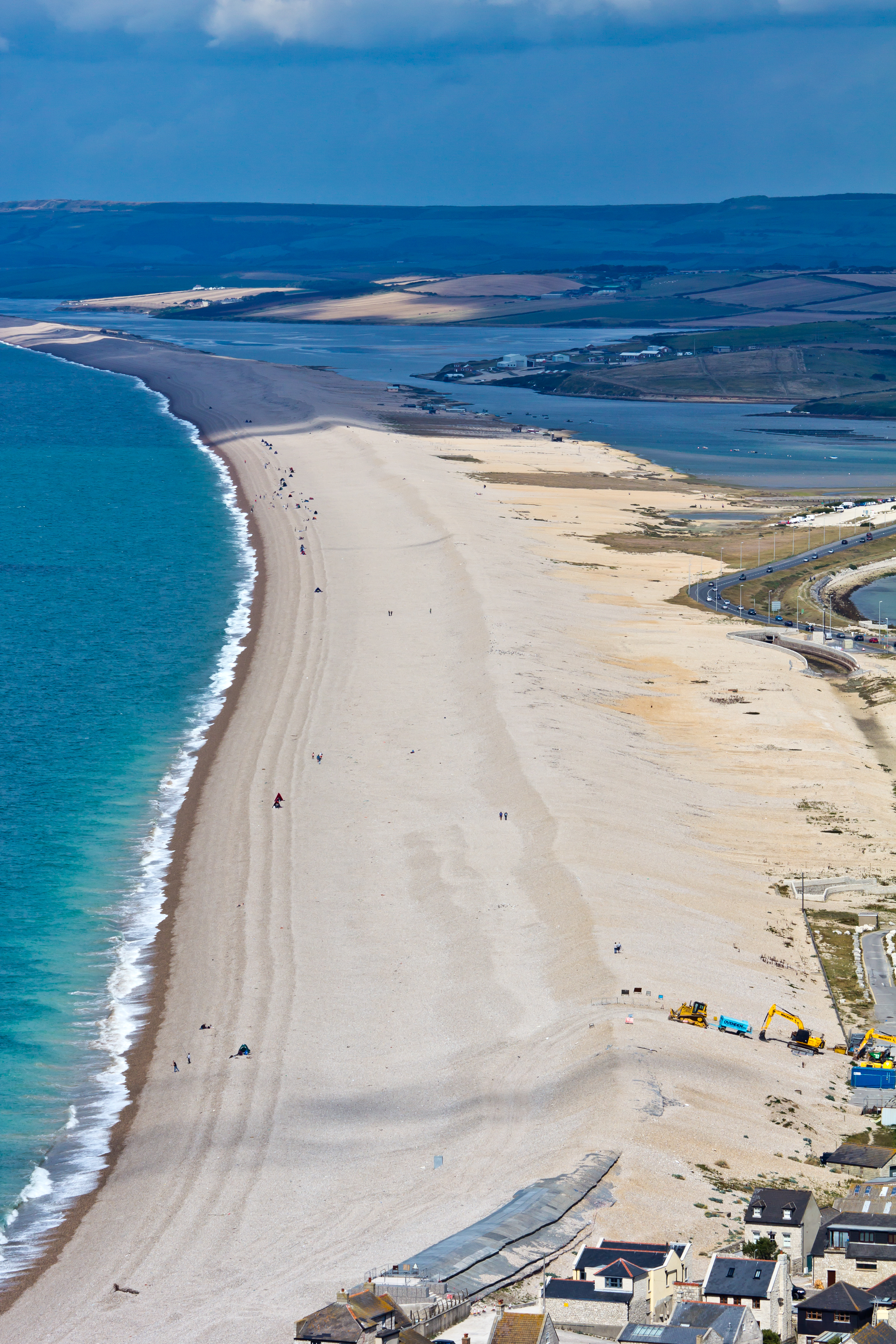
Chesil Beach
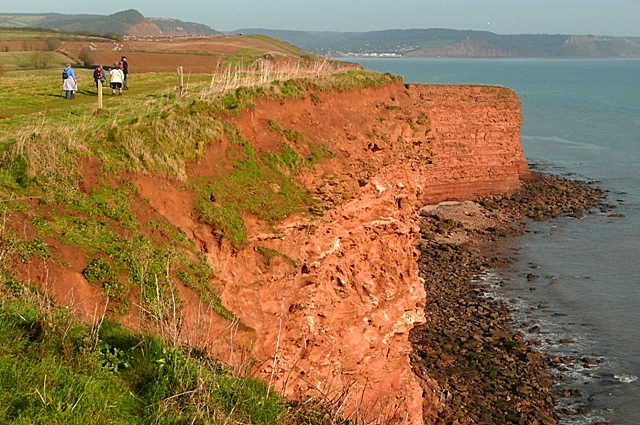
Black Head
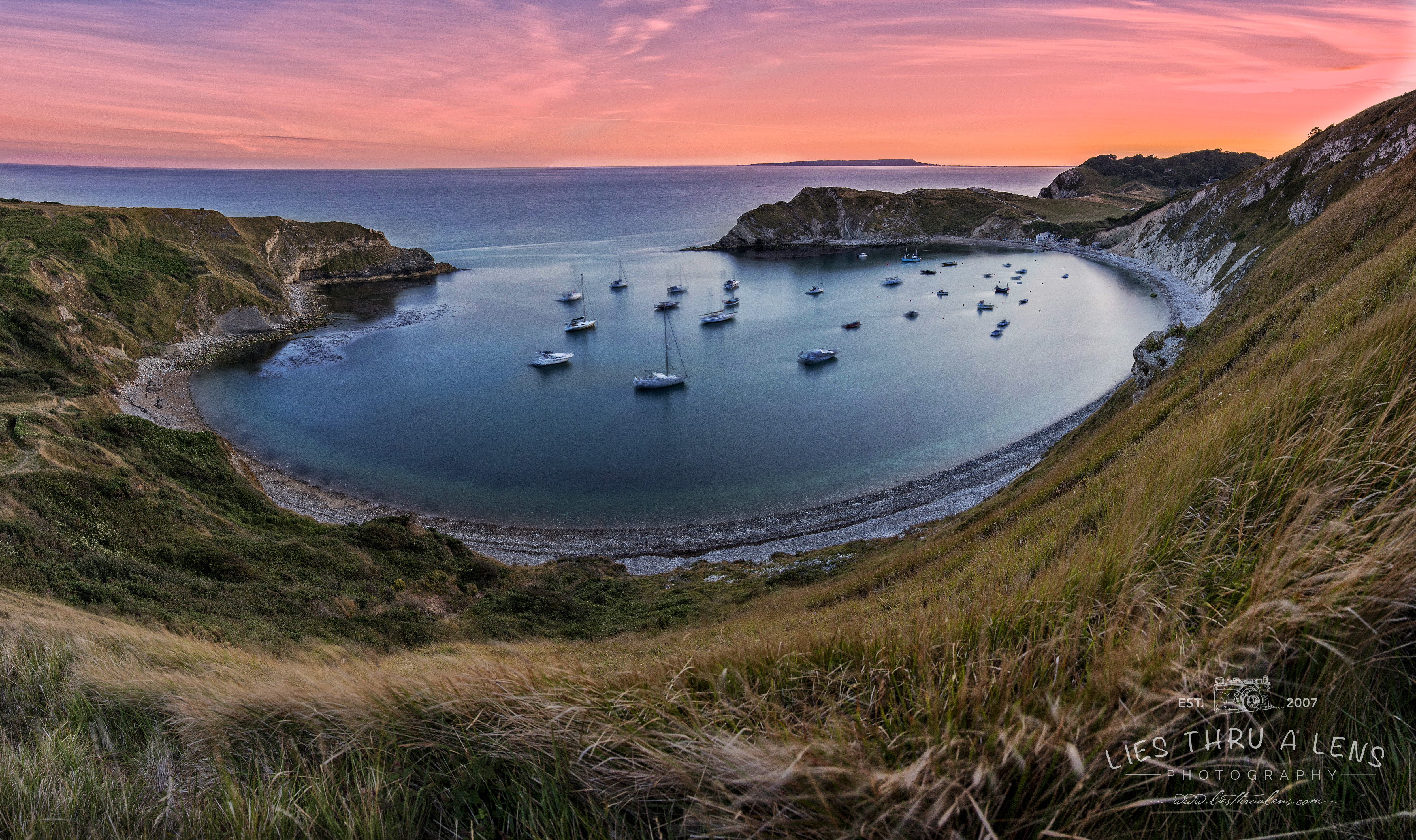
Lulworth Cove
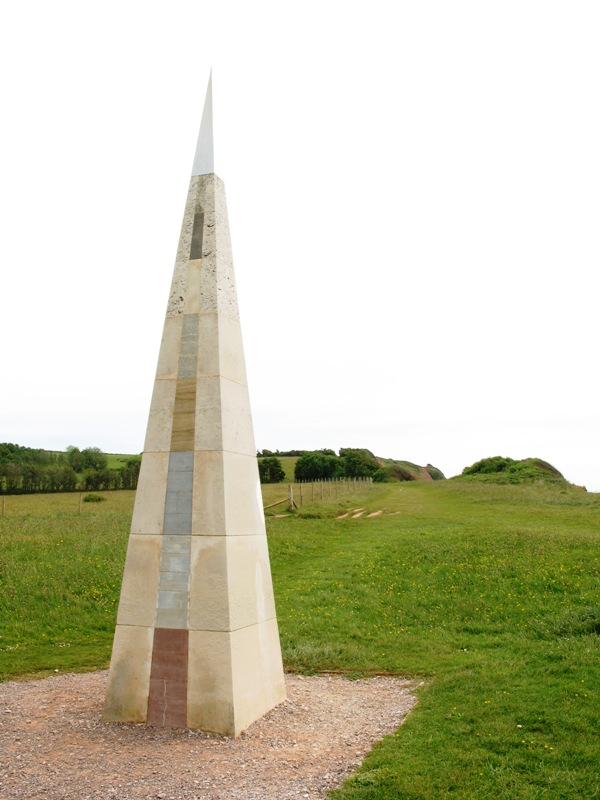
Geojehla na mysu Orcombe Point
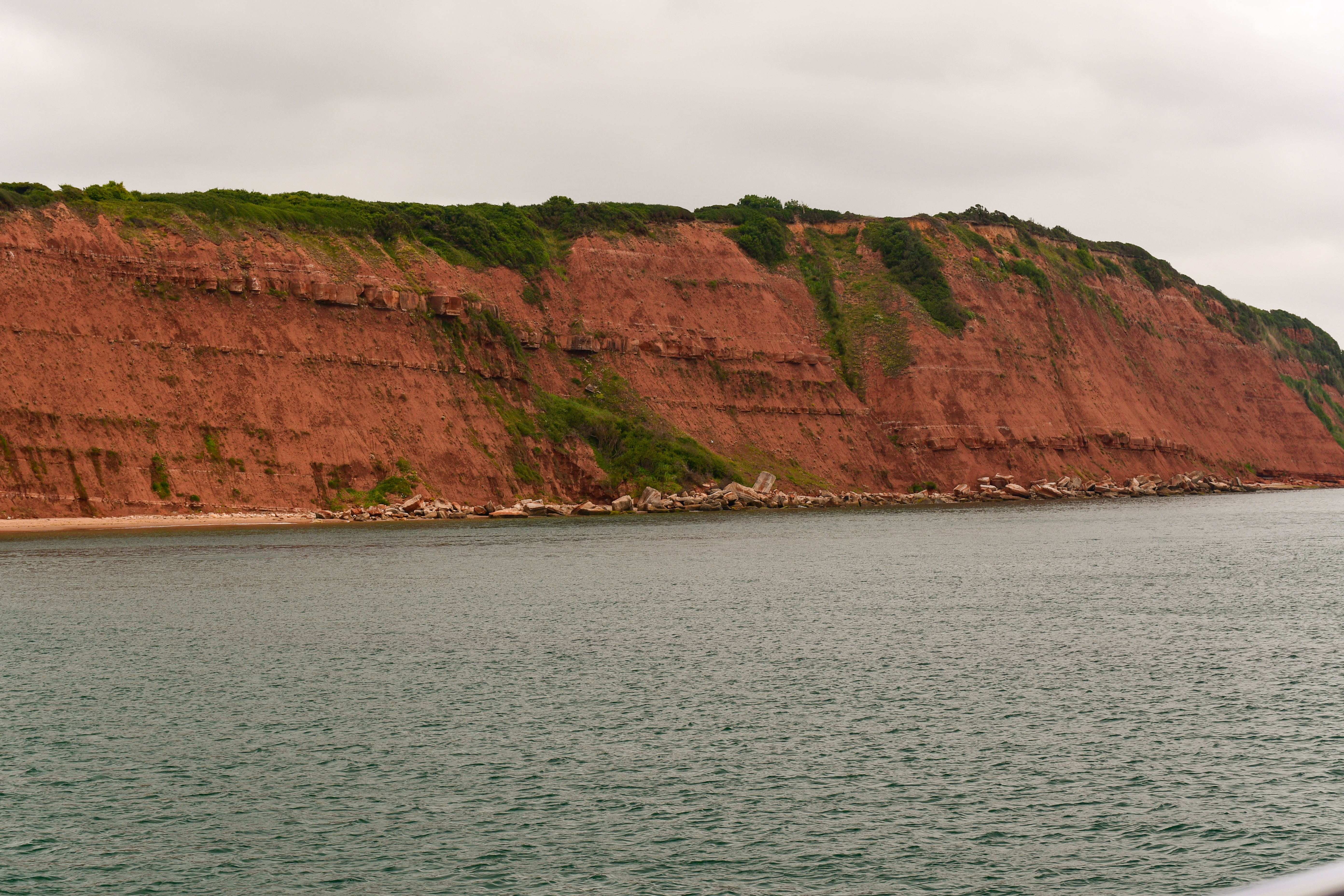
Orcombe Point
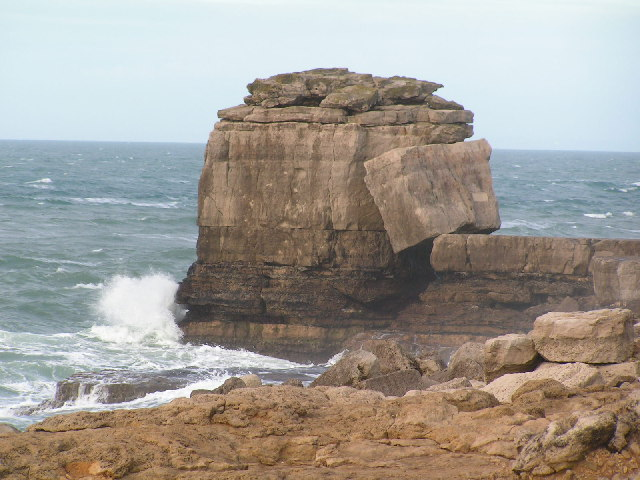
Pulpit Rock (Kazatelna) na ostrově Portland
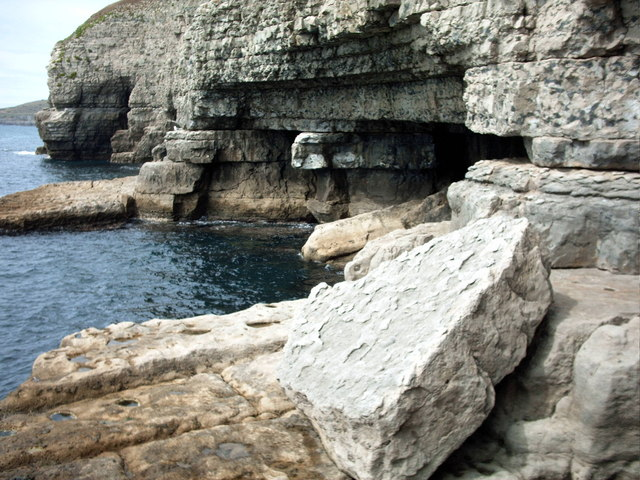
Příbojová jeskyně na Dancing Ledge na poloostrově Purbeck
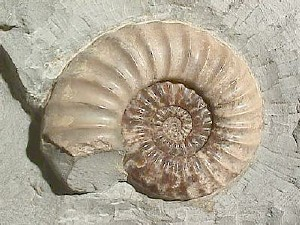
Amonit
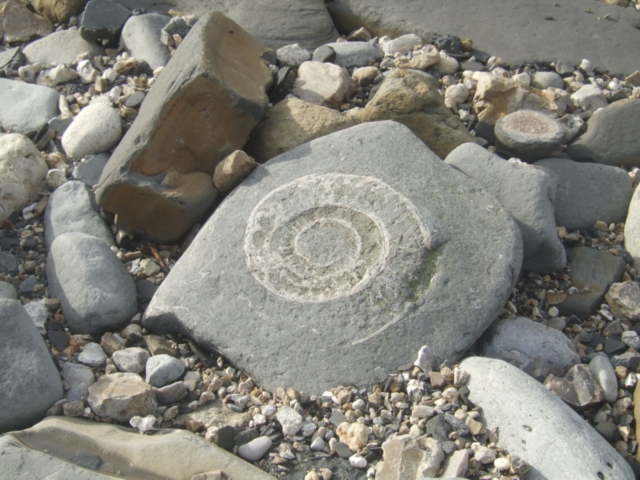
Amonit